# シャンボール＝ミュジニーAOC
シャンボール＝ミュジニー （Chambolle-musigny）は、ブルゴーニュワインの1つ。
ワイン法が施行された1936年9月に村名AOCが認められている由緒あるワイン産地である。
ぶどう畑は148haあるが、生産されるワインは、ほとんどがピノ・ノワール種100％で作られる赤ワインである。ミュジニーとボンヌ・マールの二つの特級畑があり、ブルゴーニュではヴォーヌ・ロマネ村と肩を並べる良質の赤ワインを生産する村である。なおミュジニー・ブランはきわめて希少かつ高価な白ワインとして知られている。ワインは繊細・優雅・上品で、ブルゴーニュで最も女性的なワイン、ブルゴーニュの貴婦人などと呼ばれている。